# Каменский ИТЛ
Каменский Исправительно-трудовой лагерь (Каменлаг, Ново-Каменский ИТЛ) — один из лагерей системы ГУЛАГ, организованный в соответствии с Распоряжением СНК СССР № 5356-рс от 31.03.42 о передаче НКВД СССР земель и имущества б. колхозов Каменского р-на Саратовской обл. (б. АССР Немцев Поволжья), а также Каменской и Гриммской МТС. Лагерь существовал в 04.04.1942 — 01.06.1944 в с. Гримм Каменского района Саратовской обл. В июне 1944 г. лагерные подразделения были переданы в УИТЛК УМВД Саратовской обл.).
Численность заключенных составляла 11 683 чел. (на 01.10.42 г.), 51423 (на 01.01.43 г.); 6840 (в январе 1944 г.; из них 2214 женщин, 715 осужденных за к/р преступления).
Заключенные Каменлага использовались на сельскохозяйственных работах, а в течение зимы—весны 1942—1943 гг. занимались также очисткой и вывозом снега на аэродроме ВВС РККА в Каменке-Белинской.
Начальниками лагеря были капитан ГБ Житомирский И. С. (04.04.42 — 03.01.43), ст. лейтенант ГБ Картавых А. К. (с 03.01.43).
Архивы лагеря в настоящее время хранятся в ОИТК УМВД по Саратовской обл. (15 000 личных дел заключенных, 500 материалов делопроизводства, личные дела вольнонаемных).